# Coxixola
Coxixola är en kommun i Brasilien.   Den ligger i delstaten Paraíba, i den östra delen av landet, 1 500 km nordost om huvudstaden Brasília. Antalet invånare är 1 771.
Omgivningarna runt Coxixola är huvudsakligen savann. Runt Coxixola är det glesbefolkat, med 8 invånare per kvadratkilometer.